# 手嶌葵
手嶌葵（1987年6月21日—），日本女歌手、配音員，福岡縣出身。

## 人物
身高174公分，一度曾有當排球選手的夢想。

## 簡歷
- 2005年3月，在韓國參加了『日韓Slow Music的世界』活動演唱。宮崎吾朗聽到這活動所收錄CD之曲目『The Rose』演唱歌聲而受到宮崎吾朗青睞，當時雖然還是個無名的新人，但被吉卜力工作室提拔。
- 2006年6月7日，地海戰記上映前發售了動畫插曲『瑟魯之歌』，備受矚目。
- 2006年7月12日，發行首張專輯『地海戰記歌集』。
- 2006年7月29日，擔任地海戰記主題曲的演唱及女主角的配音。當時受委託的時候聽說本人起先想要謝絕，但據說因為哥哥是吉卜力工作室的愛好者，決意演出。
- 2007年2月7日，發行第2張專輯『春之歌集』。
- 2007年10月3日，發行第2張單曲『奇蹟之星』，發售之前用MySound獨家公開。
- 2008年7月23日，發行第4張專輯『虹之歌集』。
- 2008年5月16日，在福岡Yafuoku!巨蛋所進行的福岡軟體銀行鷹 VS 北海道日本火腿鬥士日本職棒比賽，開始典禮上與現場3萬人齊唱日本國歌。
- 2009年10月7日，發行第5張專輯『La Vie En Rose 〜I Love Cinemas〜』。
- 2010年11月24日，發行第6張專輯『Christmas Songs』。
- 2011年6月1日，參與來自紅花坂主題曲演唱，在電影『來自紅花坂』上映前先行發行第4張單曲『道別的夏天 〜來自紅花坂〜』。
- 2011年7月9日，發行第7張專輯『來自紅花坂歌集』。
- 2011年11月9日，發行第8張專輯『Collection Blue』。
- 2012年，移籍至Victor Entertainment。
- 2012年12月12日，以數位音樂方式發行第9張專輯『Miss AOI - Bonjour,Paris!』。
- 2014年7月23日，發行第10張專輯『Ren'dez-vous』。
- 2016年2月10日，發行第5張單曲『給明日的信箋』。「給明日的信箋」收錄為日本富士電視台月9連續劇『追憶潸然』主題曲。
- 2016年4月20日，發行精選輯『Aoi Works～best collection 2011～2016～』。台灣4月22日發行數位版本『Highlights from Aoi Works』。
- 2016年7月10日來台舉行台灣公演[1]。

## 作品

### 數位限定單曲
| 發行日期       | 單曲名稱                              | 發行平台                 | 收錄專輯                                |
| -------------- | ------------------------------------- | ------------------------ | --------------------------------------- |
| 2007年2月7日   | 岸を離れる日                          | iTunes Store限定數位發行 | 春之歌集                                |
| 2008年5月7日   | 家族の風景（CM Version）              | MySound限定數位發行      | 虹之歌集                                |
| 2008年10月15日 | Can't Help Falling In Love            | iTunes Store限定數位發行 | Collection Blue                         |
| 2008年12月24日 | 光 / 月のぬくもり                     | iTunes Store搶先數位發行 | Collection Blue                         |
| 2009年3月11日  | 徒然曜日                              | iTunes Store限定數位發行 | 春之歌集、Collection Blue               |
| 2009年9月16日  | La Vie En Rose                        | iTunes Store限定數位發行 | La Vie En Rose 〜I Love Cinemas〜       |
| 2009年11月4日  | この道                                | iTunes Store限定數位發行 | Collection Blue                         |
| 2010年4月7日   | いまを生きて                          | iTunes Store限定數位發行 | Collection Blue                         |
| 2010年4月7日   | Because (× 菅野よう子)                | iTunes Store限定數位發行 | Collection Blue                         |
| 2012年4月11日  | 氷の大地                              | iTunes Store限定數位發行 | Aoi Works～best collection 2011～2016～ |
| 2012年12月5日  | Teo Torriatte (Let Us Cling Together) | iTunes Store限定數位發行 | Aoi Works～best collection 2011～2016～ |

### 參加作品
1. 嘘（うそ）
  - 收錄於CHAGE的專輯『Many Happy Returns』（2009年3月25日發行）
  - 以CHAGE & 手嶌葵名義参加。
2. 雪の降るまちを
  - 收錄於合輯『にほんのうた 第四集』（2010年1月27日發行）
  - 以手嶌葵+坂本龍一名義參加。
3. 瑠璃色の地球
  - 收錄於『Image12 douze emotional & relaxing』（2012年1月25日發行）
4. 卒業写真
  - 收錄於『東京カフェスタイル ♯1ストーリー』（2012年4月25日發行）
5. やさしさに包まれたなら
  - 收錄於『東京カフェスタイル ♯1ストーリー』（2012年4月25日發行）
6. バードランドの子守唄
  - 收錄於『アニメ 坂道のアポロンオリジナル・サウンドトラック』（2012年4月25日發行）
7. バードランドの子守唄 (Sax-intro version)
  - 收錄於『アニメ 坂道のアポロンオリジナル・サウンドトラック プラス more & rare』（2012年7月25日發行）
8. Melodies of Life
  - 『FINAL FANTASY TRIBUTE 〜Thanks〜』（2012年12月5日發行）
9. 風之谷的娜烏西卡
  - 收錄於合輯『風街であひませう』（2015年6月26日發行）

## 出演

### 動畫
- 地海戰記（2006年 女主角「瑟魯」配音）
- 來自紅花坂（2011年 主角友人配音）

### 解說・旁白
- とよた科學體験館プラネタリウム「宇宙の旅人 Voyagers of Space」（2008年3月22日 - 7月13日預計終）
- テレビ西日本開局50周年記念特別番組『決断の時 〜崖っぷちの日本医療〜』（2008年）
- コーセーコスメポート『ライスフル20』（2008年）
- 東芝『環境』（2009年 - ）
- RKB毎日放送製作 JNN系列28局ネット『又吉直樹 神の島を行く〜宗像大社と出光佐三〜』（2015年12月13日）
- 「FINAL FANTASY GRANDMASTERS」電視廣告（2016年1月）

### 廣告
- Asahi碳酸飲料『三矢蘇打』地海戰記宣傳活動（2006年）（初次露臉）
- AC JAPAN「難民的故鄉」旁白（2010年）
- AC JAPAN「走入學校。走向前方。」廣告歌曲「I've Been Working on the Railroad」（2013年）
- KDDI『來自紅花坂 × KDDI 〜將我的話語、傳遞給你。〜』宣傳活動（2011年）

### 電視節目
- 金曜ロードショー（2006年7月28日，朝日電視台）
- MUSIC STATION（2006年8月4日、12月22日、2007年2月9日、2008年2月29日、2016年2月12日，朝日電視台）
- 満員御禮「地海戰記」! ～「地海戰記」巡禮的5趟旅程～（2006年8月12日，日本電視台）
- 超HIT!另一個「地海戰記」～宮崎吾朗的導演戰記～（2006年8月24日，日本電視台）
- 24時間テレビ29「愛は地球を救う」（2006年8月27日，日本電視台）
- 塩谷哲PRODUCE～SALTISH NIGHT vol～（2007年3月10日，NHK BS2）
- 題名の無い音楽會21（2007年5月13日，朝日電視台）
- みゅーじん（2007年10月14日，東京電視台）
- 僕らの音楽（2008年10月3日，富士電視台）
- 『冰凍星球』日本形象歌曲「冰封大地」（英國BBC與美國Discovery Channel共同製作，日本2012年4月於NHK BS Premium播出）
- ミューサタ（2016年2月13日，富士電視台）
- Love music（2016年2月19日，富士電視台）
- めざましテレビ（2016年3月10日，富士電視台）
- 魁!音楽の時間（2016年3月15日，富士電視台）
- ももち浜ストア夕方版（2016年3月21日，西日本電視台）
- FNSうたの春まつり（2016年3月28日，富士電視台）
- あなたに贈る！名曲セレクション～春ソングスペシャル（2016年4月7日，NHK BS Premium）
- マニアマニエラ（2016年4月8日，西日本電視台）
- MUSIC FAIR（2016年4月23日，富士電視台）

### FM
節目
- 手嶌葵 Songs of Love（2007年1月2日 - 2009年3月26日，LOVE FM）
- 手嶌葵“On How To Be Lovely!”～素敵になるにはどうしたらいいかしら？～（2016年1月7日 - ，LOVE FM）

特別節目
- J-WAVE 25「THE SOUNDS OF STUDIO GHIBLI」（2006年6月18日，J-WAVE）
- DOUBLE DJ SHOW 手嶌葵×鈴木敏夫（2006年8月7日，NHK FM）

其他
- YOKOHAMA JAZZ NIGHT（2006年10月14日，FM Yokohama）
- Asian New Standard 2007（2007年1月3日，LOVE FM）
- LIVE WITH FRIENDS～塩谷哲與音樂夥伴們～（2007年3月31日，NHK FM）
- KIRIN BEER "Good Luck" LIVE（2014年7月26日，TOKYO FM系列JFN38局聯播網）
- 坂本美雨的Dear Friends（2016年2月3日，TOKYO FM）
- HITS! THE TOWN PREMIUM WINTER SPECIAL 2016（2016年2月13日，NACK5）
- 池田綾子Seed of LIFE（2016年2月21日、2月28日，FM FUJI）
- COUNTDOWN JAPAN（2016年2月27日，TOKYO FM）
- SEIKO Presents松下奈緒 Sound Story（2016年3月20日，TOKYO FM）
- Mercedes-Benz Connection Music with Stars（2016年4月23日，FM802）
- WEEKEND FOREST（2016年4月24日，FM802）
- SUPER J-HITS RADIO（2016年4月24日，FM COCOLO）

### 現場演出
2006年
- 谷山浩子 貓森集會2006（2006年9月15日、9月16日）
- 手嶌葵"地海戰記歌集演唱會 in 三鷹之森吉卜力美術館"（2006年12月5日）
- 塩谷哲PRODUCE～SALTISH NIGHT vol.X～（2006年12月23日）

2007年
- 手嶌葵Mini Live in 九州國立博物館（2007年4月28日，九州國立博物館館內 Museum Hall）
- 塩谷哲PRODUCE～Cross Your Fingers vol.XI～（2007年5月4日，Festival Hall）
- Carlos Núñez 地海戰記演奏會（2007年5月9日，NHK Hall）
- 情熱大陸 SPECIAL LIVE（2007年7月28日，橫濱港未來・新港埠頭）
- ISHIGAKI MUSIC FESTIVAL（2007年9月24日，盛岡城跡公園）
- citibank POPS Concert 塩谷哲 Sketch of New York（2007年10月12日，Bunkamura Orchard Hall）
- Carlos Núñez Concert（2007年）
  - 10月14日：三鷹市公會堂
  - 10月20日：福井縣立音樂堂 HARMONY HALL FUKUI
  - 10月21日：名鐵HALL
- Premium meets Premium ～手嶌葵歌集演唱會〜 冬編（2007年12月21日，濱離宮朝日HALL）

2008年
- 音樂之都・川崎 亞洲交流音樂祭（2008年4月19日，MUZA KAWASAKI SYMPHONY HALL）
- Dreams"舒眠"Concert（2008年6月12日，東京國際論壇大樓 HALL C）
- JOYFM PREMIUM LIVE（2008年6月19日，宮崎市民文化會館 大音樂廳）
- Yamaha presents Myujin音遊人Premium LIVE（2008年8月21日，Zepp Tokyo）
- Slow Music Slow LIVE（2008年8月22日，東京池上本門寺・野外特設舞台）
- LIVE IN LANDMARK X'mas Night Special 5days"谷山浩子&手嶌葵X'mas LIVE"（2008年12月23日，LANDMARK Hall）
- iTunes presents X'mas Rocks LIVE at the Apple Store, Shibuya:手嶌葵（2008年12月25日）

2009年
- ジャー・パンファン（二胡）（2009年4月2日，Billboard Live FUKUOKA）
- CANDLE NIGHT Concert CANDLE NIGHT with 手嶌葵 Aoi Teshima（2009年8月16日）
- 寺嶋民哉PRODUCE CINEMA TRACK Trick Trip Trap（2009年8月26日）
- 手嶌葵 Concert〜Meeting with the fairy's Voice〜（2009年）
  - 10月6日：Billboard Live OSAKA
  - 10月7日：名古屋BLUE NOTE
  - 10月28日：Billboard Live TOKYO
  - 12月15日：Gate's7
- Apple Store in store LIVE澀谷（2009年10月8日）
- 食・ISLAND九州〜Food Festival（2009年11月21日）
- Premium meets Premium 2009（2009年12月21日，濱離宮朝日HALL）

2010年
- 日本放送 歌姬Concert（2010年4月4日，中野SUNPLAZA）
- Voices feat.今井美樹 & friends（2010年5月7日，Bunkamura Orchard Hall）
- 柏木廣樹「Made in CASA FELIZ@Billboard Live」
  - 7月10日：Billboard Live OSAKA
  - 7月25日：Billboard Live TOKYO
- 手嶌葵 Concert 2010（12月16日，Billboard Live TOKYO）
- TOKU with Special Guests（2010年12月18日，Motion Blue YOKOHAMA）

2011年
- 大橋トリオ at 赤坂BLITZ（2011年2月16日）
- 手嶌葵 Concert 2011
  - 8月11日：IMAIKE GASHALL
  - 8月13日：The Phoenix Hall
  - 8月14日：IMS Hall
  - 8月21日：神奈川縣立音樂堂
  - 12月26日：Billboard Live TOKYO
  - 12月30日：Billboard Live OSAKA

2012年
- 池田綾子 Concert（2012年1月29日，澀谷公會堂）
- 東京文化會館 Popular Week 2012（2012年2月19日，東京文化會館小廳）
- 手嶌葵 Concert 2012
  - 7月29日：町田市民會館
  - 8月26日：君津市民文化會館 中音樂廳
  - 9月8日：奈良100年會館
  - 9月9日：野洲文化音樂廳
  - 12月7日：日立Civic Center音樂廳　
  - 12月11日：Billboard Live OSAKA
  - 12月17日、12月18日：Billboard Live TOKYO
  - 12月27日：名古屋BLUE NOTE

2013年
- 沖縄からうた開き! うたの日コンサート2013 in 嘉手納（2013年6月29日，沖縄県嘉手納町兼久海浜公園）
- 音靈 OTODAMA SEA STUDIO 2013（2013年8月24日，音靈 OTODAMA SEA STUDIO）
- 手嶌葵 Concert 2013
  - 5月11日：橫濱市市民文化會館關內音樂廳
  - 8月10日：千葉市民會館 大音樂廳
  - 8月17日：Zepp DiverCity TOKYO
  - 8月31日：Zepp Nagoya
  - 9月1日：足立市民廣場 文化廳
  - 9月16日：結城市民文化中心ACROSS 小音樂廳
  - 9月23日：Pastoral加須 小音樂廳
  - 10月5日：Zepp Namba (OSAKA)
  - 10月6日：高崎市文化會館 大音樂廳
  - 12月25日：名古屋BLUE NOTE
  - 12月27日：Billboard Live OSAKA
  - 12月28日：Billboard Live TOKYO
- 泉谷しげる「『昭和の歌よ、ありがとう』One Night Premiere LIVE」（2013年12月30日，東京國際論壇大樓 HALL C）

2014年
- 『Ren'dez-vous』專輯發行紀念Mini Live & 簽名會（2014年）
  - 7月23日：蔦屋書店3號館 2樓 音樂Floor
  - 8月9日：NU chayamachi 1F Quoridor特設會場
- 東京国際映画祭 CINEMA MUSIC JAM produced by J-WAVE（2014年10月29日，六本木Hills・Arena）
- 手嶌葵 Concert 2014
  - 4月12日：Mt.RAINIER HALL SHIBUYA PLEASURE
  - 11月23日：日本橋三井Hall
  - 11月28日：Billboard Live OSAKA
  - 12月12日：福岡・Gate's7
  - 2015年1月9日：Billboard Live TOKYO

2015年
- HOLLYWOOD FESTIVAL ORCHESTRA（2016年1月4日，橫濱港未來音樂廳）
- live image cinema best（2015年1月26日，東京藝術劇場 Concert Hall）
- 大村LIONS CLUB結成50周年記念 LCIF慈善音樂會（2015年2月21日，SEAHAT大村 Main Arena）
- Shima Jam 2015 in 上野恩賜公園 水上音樂堂（2015年5月30日）
- BCO with 手嶌葵 in 星野村（2015年7月18日，茶文化館）
- 手嶌葵 Concert 2015
  - 4月25日：讀賣大手町Hall
  - 10月24日：Billboard Live TOKYO
  - 11月30日：Billboard Live OSAKA
  - 12月6日：日本橋三井Hall
  - 12月26日：名古屋BLUE NOTE
- 手嶌葵 Concert 2015 in 上海（2015年8月1日，上海 MAO Livehouse）
- 手嶌葵 Concert 2015 with 池田綾子～繽紛水彩的寫生～（2015年）
  - 11月6日：練馬文化中心
  - 11月7日：江戶川區綜合文化中心
  - 11月11日：神奈川縣民Hall
- 清水西谷小提琴+大提琴，Super Unit Concert 特別嘉賓：手嶌葵（2015年11月24日，銀座・YAMAHA音樂廳）

2016年
- 「Premium meets Premium 2016」手嶌葵＆池田綾子（2016年2月17日）
- Love FM Festival（2016年3月13日）
- 企鵝與音樂之夜 Penguin Meets Music（2016年3月14日，墨田水族館）
- NISSAN GALLERY SPRING LIVE（2016年3月26日）
- 平成28年 春之神武祭 Twilight Concert（2016年4月15日，橿原神宮外拜殿前廣場）
- CANAL CITY HAKATA 20th.ANNIVERSARY SPECIAL FM FUKUOKA的「20連發特別活動！」（2016年4月15日，CANAL CITY博多 B1F SUNPLAZA STAGE）
- RecoChoku×『Highlights from Aoi Works』LIVE（2016年5月15日，橫濱・關內Hall）
- 手嶌葵 10th Anniversary Concert（2016年）
  - 4月29日、4月30日：森之宮Piloti Hall
  - 5月15日：橫濱・關內Hall
  - 5月21日：三島市民文化會館
  - 5月28日：葛飾SYMPHONY HILLS 莫札特廳
  - 6月11日：福岡市民會館
  - 9月6日、9月7日：名古屋市藝術創造中心
- 手嶌葵 10th Anniversary Concert in Taipei（2016年7月10日，Legacy Taipei）

## 外部連結
- （日語）aoiteshima （页面存档备份，存于）
- （日語）Victor Entertainment介紹網頁 （页面存档备份，存于）
- 手嶌葵的Facebook專頁
- 手嶌葵的Instagram帳戶